# Liang Fu
Liang Fu ist ein chinesischer theoretischer Festkörperphysiker.
Liang Fu erwarb 2004 seinen Bachelor-Abschluss in Physik an der Chinesischen Universität für Wissenschaft und Technik und wurde 2009 an der University of Pennsylvania bei Charles L. Kane promoviert. Als Post-Doktorand war er Junior Fellow an der Harvard University. Er ist Assistant Professor am Massachusetts Institute of Technology.
Er befasst sich mit Anwendung der Topologie in der Festkörperphysik zur Vorhersage neuer Materiephasen und topologischer Materialien (Topologische Isolatoren, topologische Supraleiter). Unter anderem schlug er kristalline topologische Isolatoren bei IV-VI-Halbleitern vor. Er befasst sich mit der Theorie topologischer Phasenübergänge bei Anwesenheit von Unordnung und unter Berücksichtigung der Wechselwirkung der Elektronen untereinander, und mit Anwendungen topologischer Materialien zum Beispiel in der Quantenoptik.
2008 schlug er mit Kane die Realisierung von Majorana-Fermionen-Zuständen in Mischungen von topologischen Isolatoren und s-Wellen-Supraleitern vor. 2007 schlug er mit Kane einen ersten dreidimensionalen topologischen Isolator vor, der bald darauf auch experimentell gefunden wurde.
Für 2016 erhielt er den New Horizons in Physics Prize. 2014 erhielt er den Sackler-Preis.

## Schriften
- Topological Crystalline Insulators, Phys. Rev. Lett. 106, 2011, S. 106802
- mit  Erez Berg: Odd-Parity Topological Superconductors: Theory and Application to CuxBi2Se3, Phys. Rev. Lett. 105, 2010, S. 097001
- Electron Teleportation via Majorana Bound States in a Mesoscopic Superconductor, Phys. Rev. Lett. 104, 2010, S. 056402
- mit Charles L. Kane: Superconducting Proximity Effect and Majorana Fermions at the Surface of a Topological Insulator, Phys. Rev. Lett. 100, 2008, S.  096407
- mit C. L. Kane: Topological Insulators with Inversion Symmetry, Phys. Rev. B 76, 2007, S. 045302